# Jochen Mass
Hans Joachim Richard „Jochen“ Mass (30. září 1946 Dorfen, Německo – 4. května 2025 Cannes, Francie) byl německý pilot Formule 1.
Ve Formuli 1 debutoval v roce 1973 na voze Surtees v Grand Prix Velké Británie. V následující Velké ceně Německa dojel sedmý. O rok později byl druhý v nemistrovském závodě v Silverstone, ale vozy Surtees se v průběhu sezony propadaly do hloubi pole, a tak si Mass hledal lepší tým a koncem roku 1974 zakotvil jako týmová dvojka v McLarenu. V roce 1975 vyhrál Velkou cenu Španělska, což bylo první vítězství německého jezdce ve Formuli 1 od roku 1961 a zároveň poslední před rokem 1992. Rok 1975 pro něj byl ve formuli 1 vcelku úspěšný, neboť vedle vítězství ve Španělsku dosáhl ještě třetích míst v Brazílii, Francii (současně zajel nejrychlejší kolo závodu), ve Švýcarsku (závod nezapočítávaný do mistrovství světa) a v USA. Čtvrtý byl v Rakousku, šestá místa obsadil v Jižní Africe a Monaku. Sedmý byl v Británii na Silverstone při deštivém závodě, kdy jeden čas jezdil druhý, pak však déšť zamíchal kartami a spláchl většinu jezdců z trati. V deštivé loterii na něj zůstalo až sedmé místo. O rok později byl třetí v Jižní Africe a v Německu. Ve Španělsku jezdil dlouho druhý a zajel i nejrychlejší kolo celého závodu, nakonec však odstoupil pro mechanickou poruchu. Rok 1976 byl rokem velkých nadějí, ale zároveň obrovské taktické chyby, které se Mass dopustil. Nesoustředil se na F1, ale střídal závody F1 se závody sportovních vozů. Zřejmě to způsobilo, že přestože měl k dispozici špičkový vůz, nepodařilo se mu vyhrát žádný závod F1 a v celkové klasifikaci skončil až devátý.